# Масандрівська селищна рада
Маса́ндрівська се́лищна ра́да — адміністративно-територіальна одиниця та орган місцевого самоврядування у складі Ялтинської міської ради Автономної Республіки Крим. Адміністративний центр — селище міського типу Масандра.

## Загальні відомості
- Населення ради: 10 997 осіб (станом на 2001 рік)

## Населені пункти
Селищній раді підпорядковані населені пункти:
- смт Масандра
- смт Відрадне
- смт Восход
- смт Нікіта
- смт Совєтське

## Склад ради
Рада складається з 30 депутатів та голови.
- Голова ради: Яценко Жанна Іванівна
- Секретар ради: Шимановський Костянтин Валентинович

### Керівний склад попередніх скликань
| Прізвище, ім'я, по батькові    | Основні відомості                                                        | Дата обрання | Дата звільнення |
| ------------------------------ | ------------------------------------------------------------------------ | ------------ | --------------- |
| Арзамасова Любов Костянтинівна | Селищний голова, 1968 року народження, позапартійна                      | 26.03.2006   | 31.10.2010      |
| Яценко Жанна Іванівна          | Селищний голова, 1966 року народження, освіта вища, член Партії регіонів | 31.10.2010   |                 |

Примітка: таблиця складена за даними сайту Верховної Ради України

### Депутати
За результатами місцевих виборів 2010 року депутатами ради стали:

#### За суб'єктами висування
| Суб'єкт висування | Кількість обраних депутатів | %  |
| ----------------- | --------------------------- | -- |
| Самовисування     | 18                          | 60 |
| Партія регіонів   | 12                          | 40 |

#### За округами
| № округу        | Прізвище, ім'я, по батькові         | Дата визнання обраним | Освіта  | Партійна приналежність                                                                     | Відомості про обраного депутата                                                                   |
| --------------- | ----------------------------------- | --------------------- | ------- | ------------------------------------------------------------------------------------------ | ------------------------------------------------------------------------------------------------- |
| Партія регіонів |                                     |                       |         |                                                                                            |                                                                                                   |
| 2               | Шимановський Костянтин Валентинович | 04.11.2010            | вища    | член Партії регіонів                                                                       | ТОВ "Президент-готель «Таврида», генеральний директор                                             |
| 4               | Погрибняк Сергій Іванович           | 04.11.2010            | вища    | позапартійний                                                                              | Ялтинське міське управління МНС, заступник начальника                                             |
| 5               | Ткаченко Ігор Миколайович           | 04.11.2010            | вища    | член Партії регіонів                                                                       | приватний підприємець                                                                             |
| 6               | Спиридонов Олег Олександрович       | 04.11.2010            | вища    | член Партії регіонів                                                                       | приватний підприємець                                                                             |
| 7               | Акулова Крістіна Вікторівна         | 04.11.2010            | вища    | член Партії регіонів                                                                       | приватний підприємець                                                                             |
| 15              | Трофимов Олег Іванович              | 04.11.2010            | вища    | член Партії регіонів                                                                       | інститут «КримНІІпроект», керівник групи маркетингових досліджень                                 |
| 22              | Ольховський Олег Вадимович          | 04.11.2010            | вища    | член Партії регіонів                                                                       | приватний підприємець                                                                             |
| 23              | Макаров Антон Олександрович         | 04.11.2010            | вища    | член Партії регіонів                                                                       | ПП «Інтерма», директор                                                                            |
| 26              | Лебединський Олександр Анатолійович | 04.11.2010            | вища    | позапартійний                                                                              | МВС м. Ялта, інспектор охорони                                                                    |
| 27              | Козирева Людмила Володимирівна      | 04.11.2010            | вища    | член Партії регіонів                                                                       | тимчасово не працює                                                                               |
| 28              | Щербина Володимир Леонідович        | 04.11.2010            | вища    | позапартійний                                                                              | ТОВ «Процентер», директор                                                                         |
| 29              | Шульга Олексій Анатолійович         | 05.11.2010            | вища    | член Партії регіонів                                                                       | приватний підприємець                                                                             |
| Самовисування   |                                     |                       |         |                                                                                            |                                                                                                   |
| 1               | Гашин Микола Григорович             | 04.11.2010            | вища    | позапартійний                                                                              | «Аква-Транс таксі Ялта», водій                                                                    |
| 3               | Джумакаєв Саіт Серверович           | 04.11.2010            | вища    | член Політичної партії «УДАР (Український Демократичний Альянс за Реформи) Віталія Кличка» | тимчасово не працює                                                                               |
| 8               | Давидов Денис Олександрович         | 04.11.2010            | вища    | позапартійний                                                                              | приватний підприємець                                                                             |
| 9               | Чепурний Володимир Володимирович    | 04.11.2010            | вища    | член Народної партії                                                                       | Державний концерн "НВАО «Масандра», заступник начальника цеху                                     |
| 10              | Єніна Ірина Сергіївна               | 04.11.2010            | вища    | позапартійна                                                                               | готель «Крим», начальник відділу маркетингу                                                       |
| 11              | Гринчишин Микола Володимирович      | 04.11.2010            | вища    | позапартійний                                                                              | тимчасово не працює                                                                               |
| 12              | Мотлохов Анатолій Миколайович       | 04.11.2010            | середня | член Партії «Солідарність»                                                                 | ТОВ «Фортуна-Іршава», заступник директора                                                         |
| 13              | Буеєєв Дмитро Олександрович         | 04.11.2010            | вища    | позапартійний                                                                              | ТОВ «Будівельна компанія „Атріум“», голова наглядової ради                                        |
| 14              | Морозов Віталій Володимирович       | 04.11.2010            | вища    | член Політичної партії «Третя Сила»                                                        | Масандрівська селищна рада, секретар                                                              |
| 16              | Авдєєв Михайло Володимирович        | 04.11.2010            | вища    | позапартійний                                                                              | приватний підприємець                                                                             |
| 17              | Данилкін Ігор Анатолійович          | 04.11.2010            | вища    | позапартійний                                                                              | ПП «Інтур», начальник служби безпеки                                                              |
| 18              | Семенов Павло Олександрович         | 04.11.2010            | вища    | позапартійний                                                                              | приватний підприємець                                                                             |
| 19              | Дженджеруха Олег Володимирович      | 04.11.2010            | вища    | позапартійний                                                                              | приватний підприємець                                                                             |
| 20              | Король Олег Ігорович                | 04.11.2010            | вища    | позапартійний                                                                              | ТОВ «Парфенон-Консалт», генеральний директор                                                      |
| 21              | Мочков Микола Борисович             | 11.03.2013            | вища    | позапартійний                                                                              | «Кримінвест груп ХХІ століття», директор                                                          |
| 24              | Щолкін Сергій Олександрович         | 04.11.2010            | вища    | позапартійний                                                                              | приватний підприємець                                                                             |
| 25              | Фенченко Сергій Олександрович       | 04.11.2010            | вища    | член Партії регіонів                                                                       | приватний підприємець                                                                             |
| 30              | Фоменко Віктор Вікторович           | 11.03.2013            | вища    | член Партії регіонів                                                                       | Адвокатське об'єднання «Ялтинська юридична консультація», адвокат на посаді заступника завідувача |